# Frank Schindel
Frank Schindel (2 marzo 1965) è un cantante tedesco.

## Biografia
Frank Schindel è nato nel marzo del 1965 a Karlsruhe. Ha iniziato a suonare e suonare la chitarra all'età di dodici anni. Dopo aver raggiunto l'età legale, si è trasferito a Monaco di Baviera e ha iniziato a cantare nella sua carriera musicale - tra le altre cose, ha iniziato Band Art Pope - Era attivo a sostegno di gruppi musicali nel campo della musica afroamericana e della musica jazz eseguita da Johnny Guitar Watson, Temptations, Supreemes e B.B.king. Durante questo periodo ha costruito il suo studio di registrazione a Monaco di Baviera. Oggi appare spesso come produttore. Nei paesi di lingua tedesca, divenne noto nel 1999 per le sue esibizioni di canzoni dell'artista giapponese Kōji Wada in tedesco durante l'anime dei franchising Digimon, One Piece, Pretty Cure e Yu-Gi-Oh! così come le serie Beyblade V-Force, Detective Conan e Dragon Ball Z.
Frank Schindel appartiene anche al cosiddetto "Anime Allstars" della serie di album "Anime Hits", pubblicato da Sony Music Entertainment.
Schindel è sposato e ha due figli. Insieme alla sua musica, lavora come tecnico del suono, tra l'altro per produzioni televisive come il programma DSF: Heads up - Das Sport Duell, di cui Alexander Müller era il regista.

## Album
| Nome dell'album                                              | Nome della canzone                                                                   | Anno di lancio |
| ------------------------------------------------------------ | ------------------------------------------------------------------------------------ | -------------- |
| Digimon - Digital Monsters                                   | Leb Deinen Traum, Wir Werden Siegen, Alles Wird Gut, Vertrau Mir                     | 2000           |
| Digimon - Digital Monsters Vol. 2                            | Ich Werde Da Sein, Wir Drehn Auf, Dein Traum Wird Wahr                               | 2001           |
| Dragonball Z - Der Offizielle Soundtrack Zur TV-Serie        | Die Ruhe Vor Dem Sturm                                                               | 2001           |
| Dragonball Z Vol. 2 - Der Offizielle Soundtrack Zur TV-Serie | Spiel Mit Deiner Kraft, Engel (Das Japanische TV-Ending)                             | 2002           |
| Yu-Gi-Oh! - Die Besten Songs Zur TV-Serie                    | Das Spiel Ist Unsere Welt                                                            | 2003           |
| One Piece - Der Offizielle Soundtrack Zur TV-Serie           | Ich werde Wie Du                                                                     | 2003           |
| Beyblade V-Force - Der Offizielle Soundtrack Zur TV-Serie    | Niemals Untergehn                                                                    | 2004           |
| Digimon - Digital Monsters Season Four                       | Wenn Das Feuer In Dir Brennt, Blader, With Broken Wings, Die Hyper Spirit Digitation | 2004           |
| Pretty Cure - Der Offizielle Soundtrack Zur Serie            | Das Licht Des Regenbogens                                                            | 2005           |
| Detektiv Conan - Der Offizielle Soundtrack                   | Niemals Zu Ende Gehen                                                                | 2006           |